# Зона ближайшего развития
Зона ближайшего развития (ЗБР) — теоретический конструкт о пространстве задач, которые ребёнок не может освоить самостоятельно, но способен освоить с помощью взрослых.
«Зона ближайшего развития определяет функции, не созревшие ещё, но находящиеся в процессе созревания, которые созреют завтра, которые сейчас находятся ещё в зачаточном состоянии; функции, которые можно назвать не плодами развития, а почками развития, цветами развития, то есть тем, что только созревает». Концепция зоны ближайшего развития была введена Львом Выготским в 1932—1934 гг. для характеристики связи между обучением и психическим развитием ребёнка.
Согласно Выготскому, ЗБР определяется содержанием тех задач, которые ребёнок ещё не может решить самостоятельно, но способен решить в совместной со взрослым деятельности. То, что изначально доступно для ребёнка под руководством взрослых, становится затем его собственным достоянием (навыками, умениями). Её наличие свидетельствует о ведущей роли взрослого в психическом развитии ребёнка. Согласно Л. С. Выготскому, процессы развития идут вслед за процессами обучения.
Правильно организованное обучение опирается на имеющуюся у ребёнка ЗБР, на те психические процессы, которые начинают складываться у него в совместной деятельности со взрослыми, а затем функционируют в его самостоятельной деятельности, а также на сформированную ранее у ребёнка систему научных понятий. Понятие Зоны ближайшего развития также позволяет охарактеризовать возможности и перспективу развития. Её определение имеет важное значение для диагностики психического развития ребёнка. «Большая или меньшая возможность перехода ребёнка от того, что он умеет делать самостоятельно, к тому, что он умеет делать в сотрудничестве, и оказывается самым чувствительным симптомом, характеризующим динамику развития и успешность умственной деятельности ребёнка».

## Формирование языковой компетенции
Развитие психики связано с процессом усвоения человеком социального опыта и его переходом в индивидуальный опыт (интериоризацией). Также, вследствие социальных изменений, возникших на данном этапе развития, появляются психические новообразования, то есть качественные изменения в психике, которые становятся исходными для формирования психических процессов и личности ребёнка следующего возраста. Поэтому речевое развитие предполагает изменения не только в структуре языковой способности, но и в психике ребёнка в целом. Речевое развитие обеспечивает усвоение интеллектуального, нравственного, эстетического, духовного, культурного опыта, и способствует появлению соответствующих новообразований в психике ребёнка. Данный процесс называется формированием языковой компетенции — психологической системы, включающей два компонента: речевой опыт, приобретаемый ребёнком в общении и деятельности, и знания о языке, усваиваемые в обучении. Эта система развивается в результате изменения связей между её компонентами. С изменением связей преобразуются сами компоненты и возникают новообразования внутри системы. Компоненты языковой компетенции:
- Ориентировочный компонент — включает в себя анализ признаков языкового материала, на которые прежде всего и ориентируется ребёнок (семантические, формально грамматические, стилистические, а также целые комплексы признаков).
- Операциональный компонент — включает в себя анализ операций, а также их совокупности и последовательности, которые выполняет ребёнок при решении задачи. Различия в нём определяются преобладающими ориентациями учеников в языковом материале; а также сама ориентация осуществляется посредством определённых операций, зависящих от тех признаков, которые ученик в первую очередь видит в материале.
- Эмоционально-волевой компонент — включает в себя не только эмоциональный фон работы над задачей, но те усилия, которые дети затрачивают на поиск решения. Замечено, что одни задачи (даже в ряду однотипных) ученики решают более настойчиво, другие же — оставляют без решения, не прилагая для их выполнения значительных усилий. Этот компонент теснейшим образом связан с разными аспектами речевого опыта ребёнка (речевым, учебным) и чувством языка[6].

## Соотношение обучения и развития
Процесс обучения, с точки зрения Л. С. Выготского, понимается как коллективная деятельность, происходящая в сотрудничестве между взрослым и ребёнком на позиции «равных». Развитие внутренних индивидуальных свойств личности ребёнка имеет ближайшим источником его сотрудничество (в самом широком смысле) с другими людьми. Согласно позиции Л. С. Выготского, социальный мир и окружающие взрослые не противостоят ребёнку и не перестраивают его природу, но являются органически необходимым условием его человеческого развития. Ребёнок не может жить и развиваться вне общества, он изначально включен в общественные отношения, и чем младше ребёнок, тем более социальным существом он является.
Идея Выготского о значении зоны ближайшего развития в жизни ребёнка позволила завершить спор о приоритетах обучения или развития: только то обучение является хорошим, которое упреждает развитие, то есть обучение должно идти впереди развития и являться его источником. Тогда оно пробуждает и вызывает к жизни много других функций, лежащих в зоне ближайшего развития. Обучение может ориентироваться на уже пройденные циклы развития — это низший порог обучения, но оно может ориентироваться на ещё не созревшие функции, на ЗБР, — это высший порог обучения; между этими порогами и находится оптимальный период обучения. ЗБР даёт представление о внутреннем состоянии, потенциальных возможностях развития ребёнка и на этой основе позволяет дать обоснованный прогноз и практические психолого-педагогические рекомендации об оптимальных сроках обучения как для множества детей, так и для каждого отдельного ребёнка. Определение актуального и потенциального уровней развития, а также ЗБР составляет то, что Л. С. Выготский называл нормативной возрастной диагностикой, в отличие от симптоматической диагностики, опирающейся лишь на внешние признаки развития. В этом аспекте зона ближайшего развития может быть использована как показатель индивидуальных различий детей. В отечественной психологии утверждается точка зрения, сформулированная Л. С. Выготским и разделяемая все большим количеством исследователей. Согласно этой точке зрения, обучение и воспитание играют ведущую роль в психическом развитии ребёнка. Учёный считал, что ЗБР определяет психические функции, находящиеся в процессе созревания. Она связана с такими фундаментальными проблемами детской и педагогической психологии, как возникновение и развитие высших психических функций, соотношение обучения и умственного развития, движущие силы и механизмы психического развития ребёнка. Зона ближайшего развития — следствие становления высших психических функций, которые формируются сначала в совместной деятельности, в сотрудничестве с другими людьми, и постепенно становятся внутренними психическими процессами субъекта.

## Педагогические возможности использования принципа ЗБР
Границей между зоной актуального развития (то есть зоной доступной для самостоятельного выполнения ребёнка) и зоной ближайшего развития является то трудное задание, с которым ребёнок не способен справиться самостоятельно и он нуждается в помощи взрослого. В случае, когда ребёнок не справляется с заданием, он оказывается в проблемной ситуации, когда он не может выполнить самостоятельно то, что необходимо сделать. Сотрудничество и совместная деятельность ребёнка и взрослого при определении ЗБР или же при обучении в ЗБР осуществляется в данной проблемной ситуации, с которой ребёнок справляется благодаря кооперации взрослого. Развитие с этой точки зрения понимается как процесс перехода от совместного выполнения трудных, но доступных ребёнку заданий, к самостоятельному выполнению заданий без помощи взрослого. Это же является мерой эффективности помощи взрослого: если ребёнок становится способным самостоятельно делать то, что «вчера» делал только в сотрудничестве со взрослым, то помощь оценивается как эффективная. Область зоны ближайшего развития и спектр задач, которые ребёнок способен выполнить в совместной деятельности со взрослым, имеет и другую границу, за которой лежит область актуально недоступного, то есть того, что ребёнок не может сделать даже в сотрудничестве со взрослым. Таким образом, зона ближайшего развития — это область, ограниченная с двух сторон: с одной стороны граница проходит там, где ребёнок способен успешно действовать самостоятельно, с другой — где он не может успешно действовать даже в сотрудничестве со взрослым. Область ЗБР образована действиями, которые ребёнок способен понять, но не всегда способен выполнить, то есть это зона, внутри которой ребёнок действует разумно и осмысленно с помощью руководства и содействия взрослого. Также по мнению Л. С. Выготского, понятие зоны ближайшего развития может быть распространено не только на когнитивное развитие ребёнка, но и на другие стороны личности.

### Организация педагогического процесса с учётом ЗБР
С точки зрения Л. С. Выготского, развивающее развитие должно учитывать сензитивные периоды развития, в течение которого организм ребёнка обладает повышенной чувствительностью к определённого рода воздействиям внешней среды и оказывается, как физиологически, так и психологически, готов к усвоению новых форм поведения и знаний. Л. С. Выготский писал о сензитивном периоде: «В этот период влияния оказывают воздействие на весь ход развития, вызывая в нём те или другие глубокие изменения. В другие периоды те же самые условия могут быть нейтральными или даже оказывать обратное действие на ход развития». Сензитивные периоды определяют границы оптимальных сроков развития психических функций и форм деятельности, тем самым, определяют оптимальные сроки эффективного развивающего обучения. Выготский считал, что в СП некие условия, например обучение, только тогда оказывают влияние на развитие, когда соответствующие циклы развития ещё не завершены. Если развитие завершилось, сензитивный период по отношению к данным условиям тоже завершился: «Незавершенность определённых процессов развития является необходимым условием для того, чтобы данный период мог оказаться сензитивным по отношению к определённым условиям». С точки зрения ЗБР, сензитивные периоды определяют готовность ребёнка к усвоению определённого содержания обучения и наиболее эффективные формы сотрудничества и взаимодействия в системе «ребенок — взрослый» на данной конкретной возрастной стадии. Оптимальный период обучения, или сензитивный период, имеет, согласно Л. С. Выготскому, свои низший и высший пороги. Функции, находящиеся в стадии созревания, лежат в зоне ближайшего развития. Период, определяемый зоной ближайшего развития, и является сензитивным. Эти периоды являются особенно важными для становления личности ребёнка и овладении жизненно важными навыками и умениями. В этот период ребёнок учится чему-либо очень легко, овладевает навыками без особых усилий. В случаях депривации и дефицита раздражителей, адекватных сензитивным периодам, наблюдаются задержка и отставание в развитии соответствующей психической функции.
С точки зрения Л. С. Выготского, развитию и поиску новых средств выполнения деятельности способствуют сложные задания, с которыми ребёнок не может справиться самостоятельно и вынужден обращаться за помощью взрослого. В данной ситуации педагог должен понимать природу и причины сложностей, с которыми столкнулся ученик и организовать его деятельность так, чтобы ребёнок выполнял самостоятельно задания, находящиеся в его зоне ближайшего развития, оказывая помощь только в сложностях, недоступных для его самостоятельного выполнения. Учитель также должен определить зону ближайшего развития ребёнка, её границы и проблемный эпицентр. Затем предложить ребёнку выполнить задания, которые будут находиться в ЗБР.
Учитель должен каждому ребёнку оказать ту помощь, в которой ребёнок больше всего нуждается. Эти особенности протекания учебного процесса, организуемого как помощь взрослого ребёнку, превращают совместную деятельность учителя и ребёнка в творческую. Наиболее типичной и общей ситуацией является, когда в случае обнаружения сложностей выполнения заданий у ребёнка, учитель предъявляет образец выполнения готового задания. Такая помощь может помочь ребёнку в решении, однако, не приводит к развитию и пониманию, а следовательно, ошибка может повторится. Для развитие необходимо наличие деятельности и жизненный опыт самостоятельного преодоления трудностей. В данной концепции взаимодействие педагога и ребёнка происходит с равных позиций, как двух равноправных субъектов учебной деятельности, и приводит к развитию. Учитель также должен способствовать организации рефлексии ученика для прояснения причин затруднений в ходе выполнения задания или ошибки. Таким образом, во взаимодействии с педагогом, регулярно получая необходимую помощь и рефлексируя совместную деятельность, ребёнок присваивает не только способы деятельности, но и способы её рефлексии (в том числе демонстрируемые взрослым), что гораздо важнее с точки зрения развития, так как способствует развитию у ребёнка способности к самообучению.